# Chrysotachina cinerea
Chrysotachina cinerea är en tvåvingeart som först beskrevs av Townsend 1919.  Chrysotachina cinerea ingår i släktet Chrysotachina och familjen parasitflugor. Inga underarter finns listade i Catalogue of Life.